# Plebejus flavodentata
Plebejus flavodentata är en fjärilsart som beskrevs av Hermann Stauder 1914. Plebejus flavodentata ingår i släktet Plebejus och familjen juvelvingar. Inga underarter finns listade i Catalogue of Life.